# Dias Gomes
Alfredo de Freitas Dias Gomes (Salvador de Bahía, 19 de octubre de 1922 - São Paulo, 18 de mayo de 1999) fue un dramaturgo y autor de telenovelas brasileño. 

## Biografía
Tuvo como esposa a Janete Clair, famosa autora de telenovelas de TV Globo. Murió en un  accidente de tránsito, al ser lanzado para afuera de un taxi que chocara por la maniobra irregular de un motorista, que sobrevivió. Uno de los temas que desenvolvía com frecuencia en sus trabajos era el de una visión «izquerdista» de oposición a la religión popular, considerada como un instrumento de las élites para pacificar y subyugar a las masas pobres del país en pro de los intereses de los poderosos como los latifundistas, políticos y «coronéis» del Nordeste de Brasil, así como de los propios religiosos que se beneficiaban de sus intereses oscuros. Ya había ganado notorieda como escritor teatral y proyección nacional debido al suceso de su pieza O Pagador de Promessas.
Debutó como autor de telenovelas en 1969, cuando escribió A Ponte dos Suspiros. En Saramandaia, siete años más tarde, creó el realismo fantástico en la telenovela brasileña. Esa idea sería usada también en novelas posteriores de otros autores, como por ejemplo Aguinaldo Silva.

## Obras
- O Pagador de Promessas
- A Revolução dos Beatos
- O Santo Inquérito
- O Rei de Ramos
- Sargento Getúlio
- O Bem-Amado
- Grito no Escuro (O Crime do Silêncio)
- Roque Santeiro
- Sinal de Alerta
- Bandeira 2
- Assim na Terra Como no Céu
- Verão Vermelho
- Saramandaia
- Mandala
- Araponga
- O Fim do Mundo
- As Noivas de Copacabana
- Dona Flor e Seus Dois Maridos
- Decadência
- Irmãos Coragem (remake)